# Ricciolino
Il ricciolino o risolen è un tipico biscotto dolce della tradizione mantovana, dalla forma allungata e dentellato.